# Països Catalans

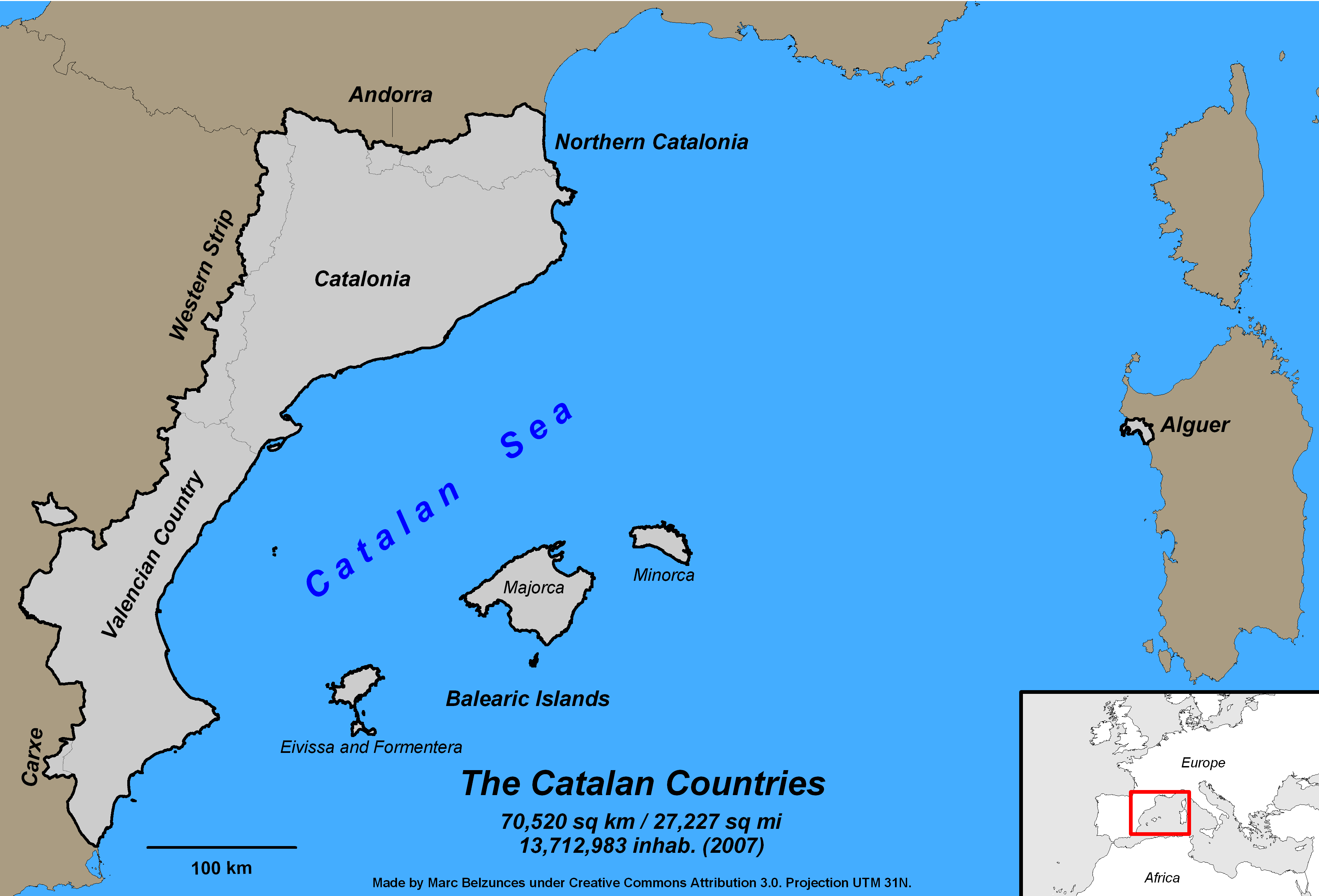
Karte der Països Catalans

Als Països Catalans [pəˈizus kətəˈlans] auf Ostkatalanisch, [paˈizos kataˈlans] auf Westkatalanisch (deutsch „Katalanische Länder“) werden die über mehrere südeuropäische Staaten verteilten Gebiete bezeichnet, in denen die katalanische Sprache gesprochen wird. Neben der Sprache haben sie die historische Zugehörigkeit zur mittelalterlichen Krone Aragon gemeinsam. Der Begriff und die dadurch ausgedrückte Zusammengehörigkeit der verschiedenen Territorien sind umstritten.

## Umfang

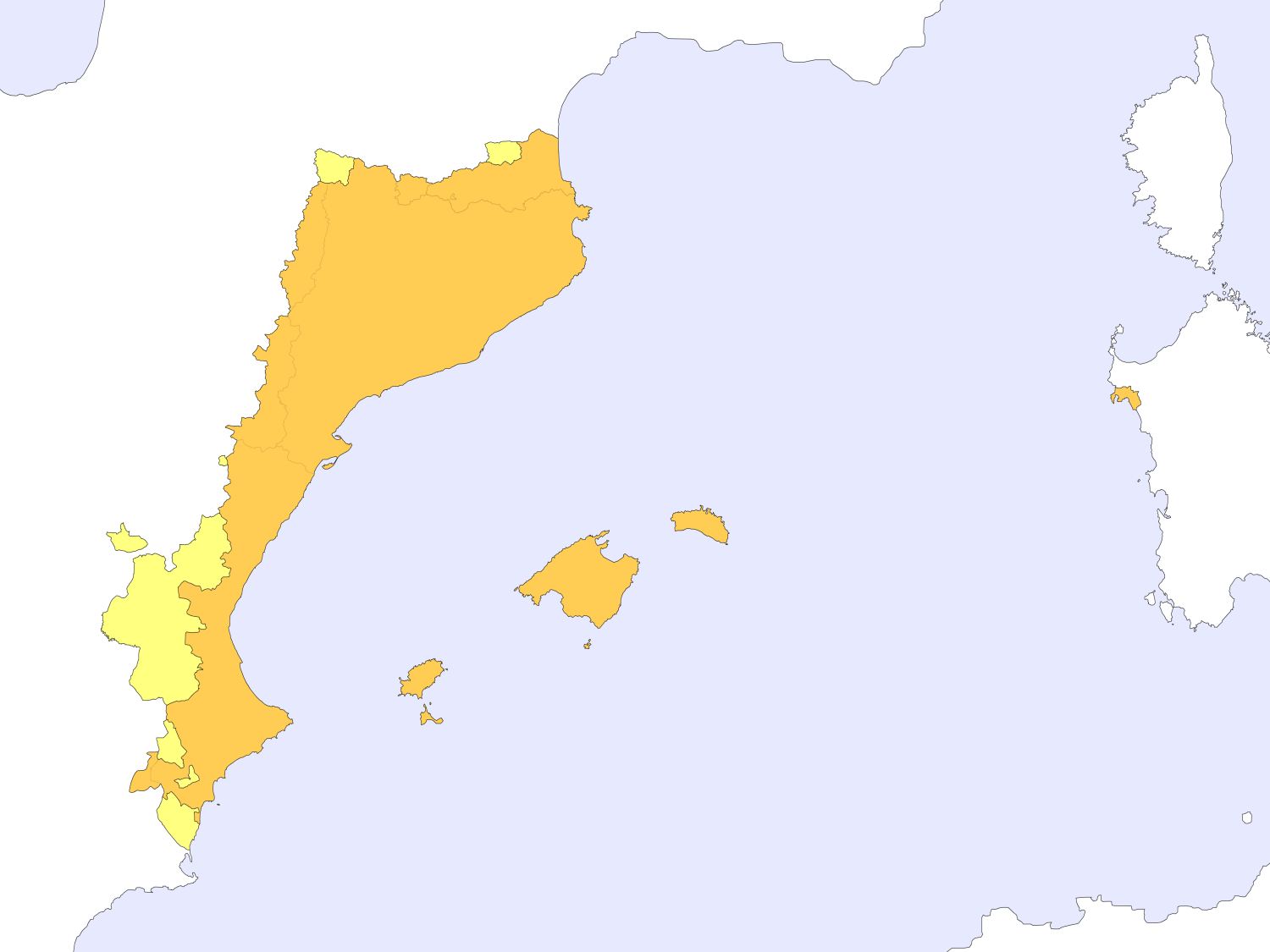
Nicht-katalanischsprachige Gebiete in hellerer Färbung

Zu den Països Catalans werden die folgenden Gebiete gezählt:
- in Spanien die Autonomen Gemeinschaften Katalonien, Valencia und Balearische Inseln, ein schmaler Streifen im Osten der Autonomen Gemeinschaft Aragonien, die sog. Franja de Ponent (katalanisch für „westlicher Streifen“) sowie ein kleines Gebiet in Murcia mit dem Namen El Carxe
- in Frankreich das Département Pyrénées-Orientales, aus katalanischer Sicht Catalunya del Nord („Nordkatalonien“)
- in Italien die sardische Stadt Alghero (katalanisch L'Alguer)
- das Fürstentum Andorra

## Politische Kontroversen

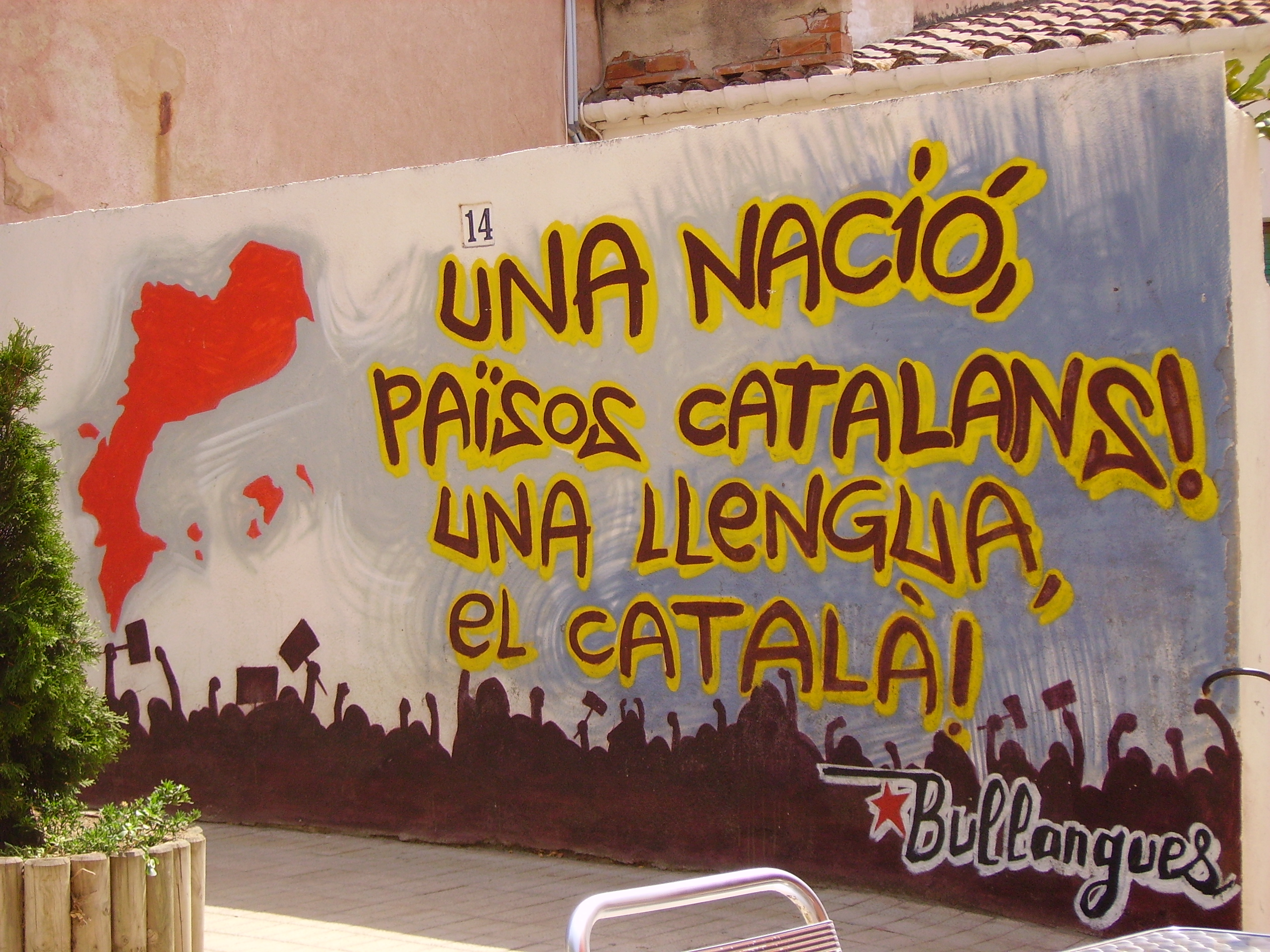
Nationalistisches Graffito: Eine Nation, die Països Catalans! Eine Sprache, das Katalanische!

Im wissenschaftlichen und teilweise auch im alltäglichen Sprachgebrauch wird der Begriff lediglich gebraucht, um die durch gemeinsame Sprache und Geschichte begründete kulturelle Zusammengehörigkeit der verschiedenen „Länder“ auszudrücken. Einige katalanische Nationalisten streben jedoch die Zusammenführung aller Països Catalans in einem eigenen unabhängigen Staat an. Aus diesem Grund und wegen eines befürchteten Führungsanspruchs Kataloniens stößt der Begriff vor allem in der Region Valencia und auf den Balearen auch auf Ablehnung.
Strittig ist darüber hinaus die Zugehörigkeit nicht katalanischsprachiger Gebiete. Dies betrifft im Wesentlichen das Arantal im äußersten Nordwesten Kataloniens mit seiner eigenen aranesischen Sprache, einer Variante des Gaskognischen bzw. des Okzitanischen, das ebenfalls okzitanischsprachige Fenouillèdes im Französischen Département Pyrénées-Orientales sowie den spanischsprachigen Westen der Region Valencia. Aufgrund ihrer historischen Zugehörigkeit zum Fürstentum Katalonien bzw. zum Königreich Valencia innerhalb der Krone Aragonien werden sie häufig dennoch zu den Països Catalans gezählt. Diese Vermischung von linguistischer und historischer Grenzziehung wird von Gegnern als expansionistisch interpretiert.
In der Autonomen Gemeinschaft Katalonien wird die Bezeichnung auch von offizieller Seite häufig gebraucht, etwa in Straßennamen (Carrer dels Països Catalans). Der Wetterbericht des öffentlich-rechtlichen katalanischen Rundfunks und der meisten katalanischen Tageszeitungen bezieht sich auf die Gesamtheit der Països Catalans.